# Nemanja Radonjić
Nemanja Radonjić (serbisch-kyrillisch Немања Радоњић; * 15. Februar 1996 in Niš) ist ein serbischer Fußballspieler, der beim FK Roter Stern Belgrad unter Vertrag steht.

## Karriere

### Verein
Von Partizan Belgrad wechselte Radonjić 2013 nach Rumänien zum FC Viitorul Constanța. Anfang 2014 schloss er sich der Jugend des AS Rom, der ihn nach einigen Spielen für ein Jahr an die Jugendabteilung des FC Empoli verlieh, an. In der Saison 2016/17 sammelte Radonjić auf Leihbasis mit dem FK Čukarički seine ersten Erfahrungen in der serbischen SuperLiga.
Zur Saison 2017/18 unterschrieb er bei Roter Stern Belgrad einen Vierjahresvertrag. Am Ende der Spielzeit 2017/18 wurde Radonjić mit Roter Stern Belgrad Serbischer Meister. Zur Saison 2018/19 wechselte er für eine Ablösesumme von 12 Millionen Euro zu Olympique Marseille. Dort debütierte er in der Liga beim 4:0-Erfolg gegen EA Guingamp am 16. September 2018. Er kam zu 16 weiteren, jedoch zumeist nur Einwechsel-Einsätzen in der Liga.
Anfang Februar 2021 wechselte Radonjić bis zum Ende der Saison 2020/21 auf Leihbasis in die Bundesliga zu Hertha BSC; anschließend verfügte Hertha über eine Kaufoption. Er kam auf 12 Einsätze davon stand er 5-mal in der Anfangsformation. Seinen einzigen Treffer erzielte er am 6. Mai 2021 beim 3:0-Heimsieg gegen den SC Freiburg. Am Ende der Saison wurde die Kaufoption nicht gezogen und er kehrte zunächst nach Marseille zurück. Dort kam er in einem Spiel zum Einsatz und wurde anschließend an Benfica Lissabon verliehen. Im Anschluss wurde er für eine Saison an den FC Turin weiterverliehen. Nach Ablauf der Leihe wechselte der Serbe fest nach Italien. Ende Januar 2024 wechselte er per Leihe mit Kaufpflicht nach Spanien zum RCD Mallorca.
Im September 2024 wechselte er zurück zu Roter Stern Belgrad und unterschrieb dort einen Vertrag bis 2026.

### Nationalmannschaft
Am 14. November 2017 gab Radonjić für die serbische A-Nationalmannschaft gegen Südkorea sein Debüt. Daraufhin wurde er für die Weltmeisterschaft 2018 nominiert. In der Vorrunden-Gruppe E des WM-Turniers wurde Radonjić gegen die Schweiz und Brasilien jeweils eingewechselt.

## Erfolge
- Serbischer Meister: 2017/18